# The Stills
The Stills fue un influyente grupo canadiense de rock formado en el año 2000 en Montreal, Quebec, considerado un grupo de culto, debido a la originalidad y letras del grupo, también fue uno de los más influyentes en la escena del indie rock canadiense.
Su mayor éxito fue el sencillo "Being Here" del 2008 del álbum "Oceans Will Rise".
El 15 de abril del 2011, el grupo anuncio oficialmente su separación.

## Integrantes

### Exintegrantes
- Julien Blais - batería
- Tim Fletcher - vocalista, guitarra
- Dave Hamelin - guitarra, batería, vocal de apoyo
- Olivier Corbeil - bajo, vocal de apoyo
- Liam O'Neil - teclados, percusión, vocal de apoyo
- Greg Paquet - vocal, guitarra

## Discografía

### Álbumes de estudio
- 2003: "Logic Will Break Your Heart"
- 2006: "Without Feathers"
- 2009: "Oceans Will Rise"

### EP
- 2003: "Rememberese EP"

### Compilaciones
- 2003: "The Cornerstone Player 045"
- 2003: "Rock 'n' Roll Riot Vol. 2 - Down the Front!"
- 2004: "Wicker Park"
- 2004: "Hits 59"
- 2004: "Music for the Ride Home: Coachella 2004" (Festival Coachella 2004)
- 2004: "Alternative Times, Volume 46"
- 2004: "Alternative Times, Volume 52"
- 2004: "Musikexpress 93: Sounds Now!"
- 2004: "Teachers 4 Top of the Class"
- 2005: "Broken Dreams
- 2006: "Broken Dreams II"
- 2006: "VICE CD/DVD #4" (compilación de la disquera Vice Recordings)
- 2007: "P.S I Love You"
- 2007: "Canadian Blast: The Sound of the New Canada Scene"
- 2007: "Do You Trust Your Friends?" (con Stars)
- 2008: "Arts & Crafts Sampler, Vol. 5"
- 2008: "Now Hear This! (December 2008)"
- 2013: "Arts & Crafts: 2003-2013" (compilación exclusiva de la disquera Arts & Crafts Productions salida en 2013, ya después de la separación del grupo)

### Sencillos
- "Lola Stars and Stripes"
- "Changes Are No Good"
- "Still in Love Song"
- "In the Beginning"
- "Destroyer"
- "Helicopters"
- "Being Here"
- "Don't Talk Down"
- "I'm With You"